# Тиранський університет
Університет Тирани (алб. Universiteti i Tiranës) розташований у Тирані, Албанія. Це перший університет в Албанії, що отримав статус державного та об’єднав у своєму складі п’ять окремих інститутів вищої освіти, найважливішим з яких був Науковий інститут, заснований 1947 року. Між 1985 та 1992 роками він мав назву Університет Тирани імені Енвера Ходжі (Universiteti i Tiranës "Enver Hoxha") на честь генерального секретаря Комуністичної партії Енвера Ходжі. Первинно Університет мав десять факультетів, та у 1991 році його було розділено на Політехнічний університет Тирани, що включив до свого складу інженерні факультети, і власне Тиранський університет, що включив сім інших факультетів: гуманітарні, економічні, природничих наук та медичний.
В університеті навчається понад 14,000 студентів, штат професорсько-викладацького складу — понад 600 осіб. Ректор – Дорі Кулє (з 2008 року).

## Факультети і кафедри
- Медичний факультет
  - Кафедра загальної медицини
  - Стоматологія
  - Фармакологія
- Факультет соціальних наук
  - Філософія-Соціологія
  - Психологія
  - Громадська безпека
- Факультет природничих
  - Математика
  - Фізика
  - Хімія
  - Біологія
  - Інформатика
  - Фармакологія
- Факультет історії та філології
  - Історія
  - Географія
  - Албанська лінгвістика
  - Албанська література
  - Журналістика
- Факультет права
- Факультет економічних наук
  - Технології бізнесу
  - Фінанси-Бухгалтерський облік
  - Економіка
  - Управління бізнесом
  - Маркетинг, Туризм
- Факультет іноземних мов
  - Англійська
  - Французька
  - Італійська
  - Німецька
  - Турецька
  - Балканські мови
- Кафедра фізичного виховання

## Видатні випускники
- Лаура Мерсіні-Г'ютон — видатний фізик, астроном

## Ректори університету
- Осман Края (1981—1988)
- Дорі Кулє (з 2008)